# Dekompresja (klub muzyczny)
Klub Muzyczny „Dekompresja” – jeden z najbardziej zasłużonych łódzkich klubów muzycznych, działający w latach 2001-2014. Odbywały się w nim koncerty głównie z kręgu szeroko rozumianej muzyki rockowej.

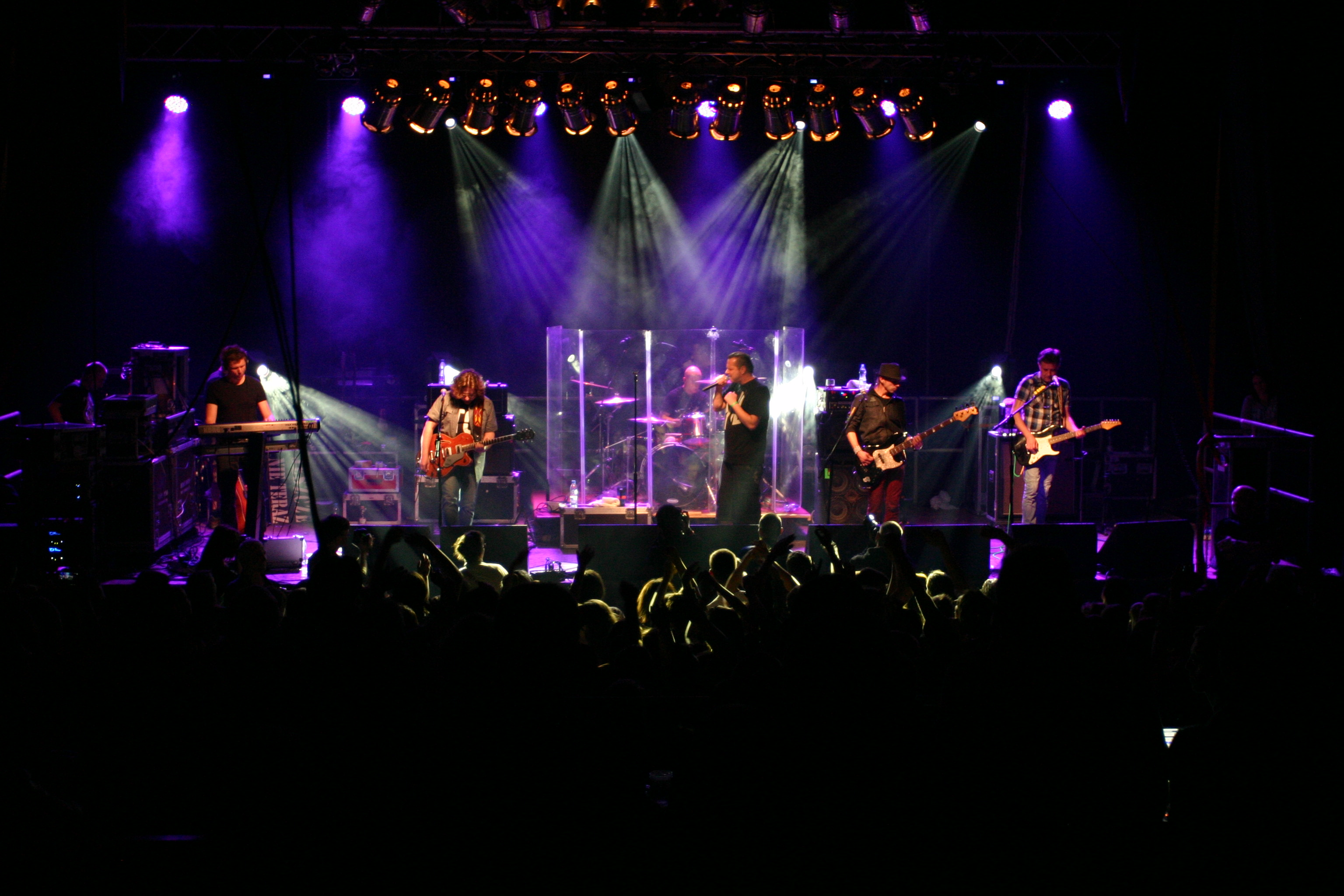
Grupa Strachy na Lachy podczas koncertu 28 marca 2014.

Dekompresja rozpoczęła działalność w lutym 2001 w budynku dawnej fabryki Leona Plihala (późniejszy Zakład Tekstylny „Femina S.A.”) przy ul. Krzemienieckiej 2. W październiku 2006 roku została przeniesiona do budynku przy ul. Bolesława Limanowskiego 200, w którym niegdyś mieściło się kino „Adria” (wcześniej kino „Iwanowo”). Klub zakończył działalność pożegnalnymi koncertami w ostatni weekend marca 2014. Właścicielami „Dekompresji” byli Sławomir i Emilia Dukalscy-Majchrowscy.
Latem 2014, Fundacja Dekompresja przejęła założony w 1990 roku pub Bagdad Cafe przy ul. Jaracza 45.